# Gabriel Lewis Galindo
Gabriel Lewis Galindo (24 de febrero de 1929-Denver, 19 de diciembre de 1996) fue un empresario y diplomático panameño.
Fue un experto en política exterior que, como embajador de Panamá en los Estados Unidos durante la década de 1970, fue instrumental en ayudar al acuerdo de alcance del gobierno de Estados Unidos y ratificar los tratados que ejecutaron la transferencia de la soberanía del Canal de Panamá a Panamá en el año 2000.
Formó parte de una de las familias más pudientes de Panamá, tenía intereses comerciales que incluían un banco y una fábrica de cerveza. Pero cuando el general Omar Torrijos llegó al poder en un golpe de Estado en 1968, fue una de las pocas figuras de la élite para apoyar de inmediato el nuevo gobierno populista, y rápidamente se convirtió en un amigo y confidente del general Torrijos.